# آب‌انبار البرز
آب‌انبار البرز مربوط به دوره قاجار است و در شهرستان قم، بخش مرکزی، روستای البرز واقع شده و این اثر در تاریخ ۲ آبان ۱۳۸۲ با شمارهٔ ثبت ۱۰۵۷۳ به‌عنوان یکی از آثار ملی ایران به ثبت رسیده است.